# اليونانيون في مصر
اليونانيون في مصر (باليونانية: Αιγυπτιώτες)‏ وهم اليونانيون ألذين عاشوا في مصر، منذ العصر الهيليني إلى ما بعد ثورة يوليو 1952، عندما غادر أغلبهم بعد تولي جمال عبد الناصر والقوميين العرب السلطة، كان تأثير اليونانيين قويًا على مصر ولا زال تأثيرهم قويًّا حتى اليوم، وقد أضافوا عدة عناصر إيجابية من الثقافة والتعليم، وامتزجت الحضارة المصرية مع الحضارة اليونانية، وظهر عدة مؤرخين وأكاديميين وعلماء منهم، يبلغ عددهم اليوم حوالي 3800 فقط ويتواجد أغلبهم في مدينة الأسكندرية في شمال مصر وألتي كانت عاصمة الدولة البطلمية وألتي كان آخر حكامها كليوباترا السابعة، يعتنق أغلبهم الأرذثوكسية اليونانية الشرقية مع أقليات مسلمة ويهودية بينما كانوا وثنيون في السابق.

## العصور القديمة

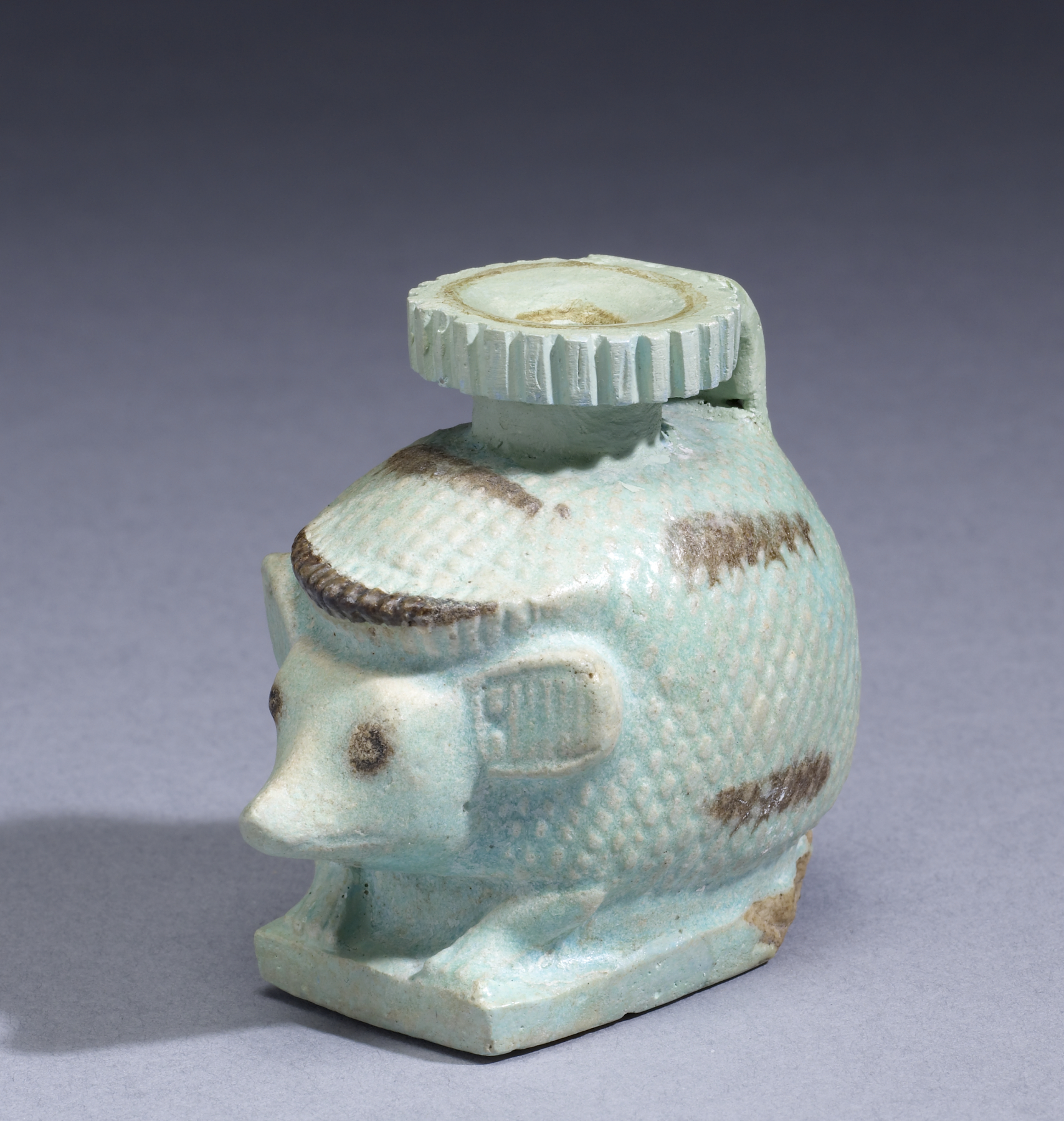
أريكبالوس يوناني مصري من القرن السادس قبل الميلاد ، متحف والترز للفن

كان اليونانيون موجودين في مصر منذ القرن السابع قبل الميلاد على الأقل. زار هيرودوت مصر في القرن الخامس قبل الميلاد وادعى أن الإغريق كانوا من أوائل المجموعات الأجنبية التي عاشت في مصر.

### المستعمرات التاريخية الأولى
ووفقا ل هيرودوت أنشأ الملك إبسماتيك الأول (664-610 قبل الميلاد) حامية من المرتزقة الأجانب في دفناي معظمهم الكاريون والأيونيين الإغريق.
في القرن السابع قبل الميلاد بعد العصور المظلمة اليونانية 1100-750 قبل الميلاد، تأسست مدينة ناوكراتيسفي مصر القديمة. كانت تقع على فرع كانوب لنهر النيل وتبعد 45 ميل (72 كم) من البحر المفتوح. كانت أول مستعمرة يونانية دائمة في مصر طوال معظم تاريخها المبكر. وعملت كحلقة تعايش لتبادل الفنون والثقافة المصرية اليونانية.
في نفس الوقت تقريبًا أصبحت مدينة مدينة هرقليون الأقرب إلى البحر ميناء مهمًا للتجارة اليونانية. كان له معبد شهير في هيراكليس. غرقت المدينة في وقت لاحق في البحر وتم إعادة اكتشافها مؤخرًا.
منذ زمن إبسماتيك الأول لعبت جيوش المرتزقة اليونانية دورًا مهمًا في بعض الحروب المصرية.

### العصر الهلنستي

#### حكم الإسكندر الأكبر (332-323 قبل الميلاد)

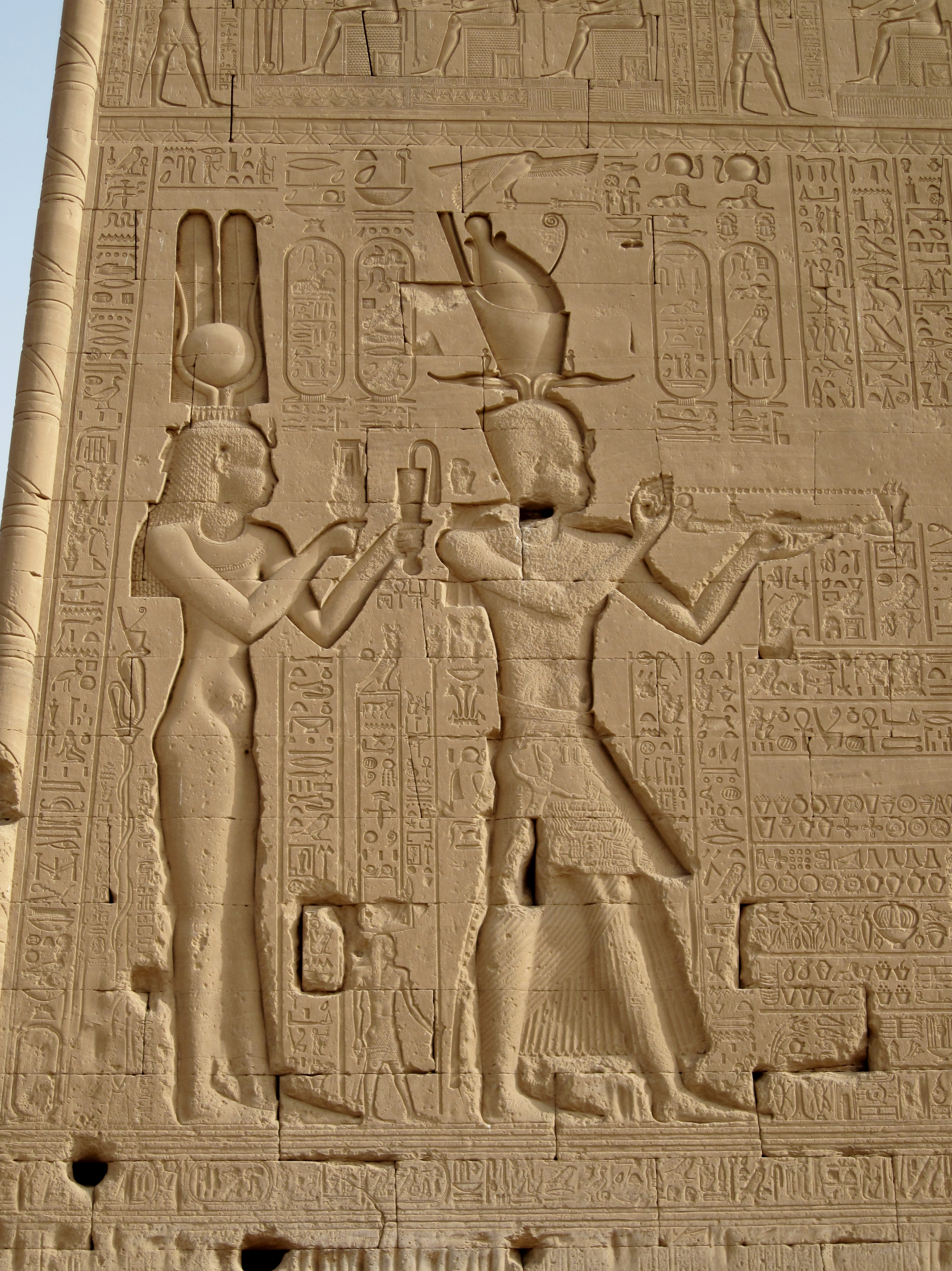
كليوباترا السابعة جنبا إلى جنب مع ابنها قيصر كما فرعون.

غزا الاسكندر الأكبر مصر في مرحلة مبكرة من فتوحاته. كان يحترم الديانات الفرعونية والعادات وأعلن عن نفسه فرعون لمصر. وأسس مدينة الإسكندرية. بعد وفاته في عام 323 قبل الميلاد تم تقسيم إمبراطوريته بين جنرالاته. أعطيت مصر لبطليموس الأول الذي سيمنح أحفادها مصر سلالة ملكيتها الأخيرة. كانت عاصمته مدينة الإسكندرية. أضاف بطليموس الشرعية لحكمه في مصر من خلال الحصول على جثة الإسكندر. حيث اعترض الجثة المحنطة في طريقها للدفن ونقلها إلى مصر ووضعها في تابوت ذهبي في الإسكندرية. وبقت واحدة من المعالم السياحية الشهيرة في المدينة لسنوات عديدة حتى يتم تدميرها على الأرجح في أعمال الشغب في القرن الثالث الميلادي.

#### الأسرة البطلمية (323-30 ق.م.)

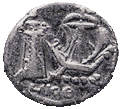
عملة تترادراخما يونانية قديمة منقوش عليها منارة الإسكندرية من عام 189 قبل الميلاد

كان الهدف الأولي لعهد بطليموس هو وضع حدود ثابتة وواسعة لمملكته المكتسبة حديثًا. أدى ذلك إلى حروب شبه مستمرة. في بعض الأحيان سيطر على قبرص وحتى على أجزاء من البر الرئيسي لليونان. عندما انتهت هذه النزاعات كان يسيطر بشدة على مصر وكان لديه مطالبات قوية (تنازع عليها مع السلوقيون) تجاه فلسطين. ودعا نفسه ملك مصر من 306 قبل الميلاد. بحلول الوقت الذي تنازل فيه عن الحكم في عام 285 قبل الميلاد لصالح أحد أبنائه كانت الأسرة البطالمة آمنة. أظهر بطليموس ونسله الاحترام لتقاليد مصر وتقاليد الديانات المصرية وحوّلوها لمصلحتهم الخاصة. أصبحت الإسكندرية مركز العالم اليوناني والهليني ومركز التجارة الدولية والفن والعلوم. كانت منارة الإسكندرية واحدة من عجائب الدنيا السبع في العالم القديم بينما كانت مكتبة الإسكندرية في عهد بطليموس الثاني أكبر مكتبة في العالم حتى تم تدميرها. آخر حاكم بطلمي لمصر كانت أميرة يونانية تدعى كليوباترا السابعة التي قتلت نفسها في عام 30 قبل الميلاد بعد عام من معركة أكتيوم.

### الرومان والبيزنطيين مصر
تحت الحكم اليوناني الروماني استضافت مصر عدة مستوطنات يونانية تتركز معظمها في الإسكندرية ولكن أيضًا في بضع مدن أخرى حيث عاش المستوطنون اليونانيون جنبًا إلى جنب مع ما بين سبعة إلى عشرة ملايين مصريين أصليين. كان أول سكان يونان فييون هم من قدامى المحاربين (مسئولي الجيش النخبة) الذين استوطنهم ملوك البطالمة في الأراضي المستصلحة. جاء المصريون الأصليون أيضا ليستقر في الفيوم من جميع أنحاء البلاد، ولا سيما في دلتا النيل وصعيد مصر وأوكسيرينخوس وممفيس للمشاركة في عملية استصلاح الأراضي. تشير التقديرات إلى أن ما يصل إلى 30 في المائة من سكان الفيوم كانوا يونانيين خلال العصر البطلمي وكان الباقون من المصريين الأصليين. في العصر الروماني كان معظم سكان الفيوم من «اليونانيين» مكونين من المصريين الهلنيين أو من أصول مصرية يونانية مختلطة. بحلول زمن الإمبراطور الروماني كاراكلا في القرن الثاني الميلادي كان بالإمكان التمييز بسهولة بين المصريين «الأصليين» والإغريق في الإسكندرية «من خلال خطابهم».
على الرغم من الاعتقاد السائد بأنه يمثل المستوطنين اليونانيين في مصر  أن صور مومياء الفيوم تعكس التوليف المعقد للثقافة المصرية السائدة وثقافة الأقلية اليونانية في المدينة. ومع تزاوج المستعمرون الإغريقيون والبطلميون الأوائل من نساء محليات وتبنوا معتقدات دينية مصرية وفي العصر الروماني كان أحفاد الرومان ينظرون إلى أحفادهم كمصريين على الرغم من تصورهم بأنهم يونانيون. كما تمت مقارنة مورفولوجيا الأسنان  لمومياوات الفيوم التي ترجع إلى العصر الروماني مع تلك الخاصة بالسكان المصريين في وقت سابق ووجد أنها «أقرب إلى حد كبير» لمثيلات المصريين القدماء مقارنة باليونانيين أو غيرهم من السكان الأوروبيين. يلاحظ فيكتور ج. كاتز أن «البحث في البرديات التي تعود إلى القرون الأولى للعصر المشترك يدل على وجود قدر كبير من التزاوج بين المجتمعين اليوناني والمصري».

## العصر الإسلامي والعثماني في العصور الوسطى

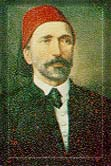
كان راغب باشا (1819-1884) يونانيًا اعتنق الإسلام وشغل منصب رئيس وزراء مصر.

استمرت الثقافة اليونانية والتأثير السياسي وربما وصلت إلى أكثر فترات النفوذ خلال الخلافة العثمانية التي شهدت استعانة السلاطين العثمانيين بالعديد من الأشخاص ذو الأصول اليونانية لتولي المناصب في الإمبراطورية العثمانية بشكل عام ومصر بشكل خاص. ومن بين اليونانيين البارزين في مصر خلال الفترة العثمانية داماد حسن باشا المورليمن المورة وكان حاكم مصر. راغب باشا المولود في اليونان لأبوين يونانيين شغل منصب رئيس وزراء مصر. خلال الخلافة العثمانية، ربما يكون إبراهيم باشا الفرنجي الوزير الأكبر للسلطان سليمان القانوني من 1520-1566 هو الأكثر شهرة.
كثير من المسلمين اليونانيين من جزيرة كريت غالبا ما يطلق عليهم أتراك كريت أعيد توطينهم في مصر وليبيا ولبنان وسوريا من قبل السلطان عبد الحميد الثاني بعد الحرب التركية اليونانية عام 1897 والتي أسفرت عن استقلال كريت (مثال على ذلك قرية الحميدية وهي قرية إسلامية كريتية إلى حد كبير في سوريا).

## العصور الحديثة

### المجتمع اليوناني

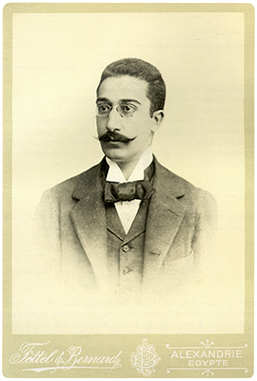
قسطنطين كفافيس

في عام 1907 أظهر التعداد السكاني أن 62973 يوناني يعيشون في مصر. بحلول عام 1940 بلغ عدد اليونانيين حوالي 250,000. عاشت الجالية اليونانية في الإسكندرية حول الكنيسة ودير سبّاس المقدّس. في نفس المنطقة كان هناك دار ضيافة للمسافرين اليونانيين ومستشفى يوناني ومدرسة يونانية فيما بعد وتم إنشاء النادي البحري اليوناني بالإسكندرية، والاتحاد الرياضي اليوناني بالإسكندرية، كان الأسقف الأرثوذكسي اليوناني في دمياط بكنيسة القديس نقولا.
في القاهرة تأسست أول جماعة يونانية منظمة في عام 1856 ومقرها في ثلاثة أحياء رئيسية: تسونيا، حارة الروم (شارع الإغريق) وحمزاوي. كان مقر البطريركية في كاتدرائية القديس مرقس القبطية الأرثوذكسية في الأزبكية. لا يزال دير القديس جورج في القاهرة القديمة باقياً. يحيط بالدير جدار ضخم تعلوه برج حجري. كان داخل المستشفى مستشفى يوناني ومدرسة وسكن للمسنين والفقراء.
بالإضافة إلى المجتمعات اليونانية في الإسكندرية والقاهرة، كانت هناك مجتمعات يونانية منظمة في المنصورة، التي تأسست في عام 1860 وبورسعيد التي تأسست في عام 1870 وطنط في عام 1880 ومجتمع الزقازيق في عام 1850. كان هناك 15 مجتمعًا أصغر في جميع أنحاء مصر وخاصة حول القاهرة والإسكندرية. في صعيد مصر أقدم مجتمع يوناني قديم كان في المنيا التي تأسست عام 1812.
تم إنشاء أول البنوك في مصر من قبل الإغريق بما في ذلك بنك الإسكندرية والبنك الأنجلو-مصري والبنك العام بالإسكندرية. أيضا كان المزارعون اليونانيون هم أول من قام بالتنظيم والتخطيط العلمي لزراعة القطن والتبغ. وحسنوا كمية ونوعية الإنتاج وهيمنوا على صادرات القطن والتبغ. وكانت الأسر البارزة في تجارة التبغ سالفاجوس وبيناكيس ورودوشاناكيس وزيرفوداخيس. كانت أصناف التبغ المستخدمة في صناعة السجائر على سبيل المثال من قِبل مجموعة شركات كريازي من أصل يوناني. وهكذا نشأت تجارة مزدهرة بين اليونان ومصر. المجالات الأخرى التي تهم الإغريق في مصر كانت الأطعمة والنبيذ والصابون والحرف الخشبية والطباعة.
تميز اليونانيون أيضًا في صناعة المواد الغذائية وصناعات المعكرونة التي كانت معروفة جيدا. مثال آخر هو إنتاج الجبن والزبدة. وانتاج البسكويت والشوكولاتة والزيوت والدهون النباتية (الملح والصودا) في كفر الزيات. كان هناك العديد من المسارح ودور السينما اليونانية. والصحف اليونانية الرئيسية. أنتجت الجالية اليونانية في مصر العديد من الفنانين والكتاب والدبلوماسيين والسياسيين، وأشهرها الشاعر قسطنطين كفافيس وأيضا الرسام كونستانتينوس.
خلال حروب البلقان أرسلت الجاليات اليونانية في مصر متطوعين ومولت مستشفيات واستضافت عائلات الجنود. خلال الحرب العالمية الثانية (1940-1945) حارب أكثر من 7000 يوناني من أجل الحلفاء في الشرق الأوسط؛ مات 142. بلغت مساهمتها المالية 2500 مليون جنيه. بعد أزمة السويس غادر البريطانيون والفرنسيون بينما بقي الإغريق.

### المستفيدون اليونانيون المصريون

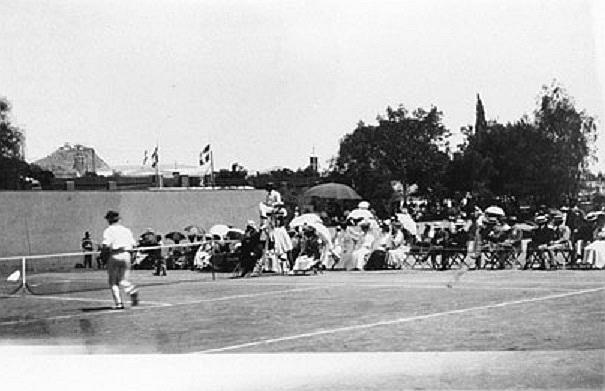
ديونيسوس كاسداغليس ، لاعب التنس المصري اليوناني الأصل في أولمبياد أثينا عام 1896

خلقت ظهور الأرستقراطية اليونانية من الصناعيين الأغنياء والضباط والمصرفيين إرث العمل الخيري المصري. تبرع هؤلاء المستفيدون بكميات كبيرة لبناء المدارس والأكاديميات والمستشفيات والمؤسسات في كل من مصر واليونان. تبرع ميشيل توسيتساس بمبالغ كبيرة لبناء جامعة أثينا. تبرعت زوجته إيليني توسيتسا بالأرض للمتحف الأثري الوطني بأثينا. ساهم جورج أفيروف أيضًا في بناء الجامعة التقنية الوطنية بأثينا وأكاديمية إيفيلدون العسكرية وتبرع للطراد جيورجيوس أفيروف المدرع للبحرية اليونانية. ساهم إيمانويل بينكيس في بناء المتحف الوطني بأثينا، بينما كان ابنه أنتونيس بيناكيس مؤسس متحف بيناكي. وتشمل قائمة الجهات الفاعلة الرئيسية الأخرى نيكولاوس ستورناراس، وتيودوروس كوتسيكاس، ونستوراس تساناكليس، وكونستانتينوس هوريميس، وستيفانوس دلتا، وبينيلوب دلتا، وبانتازيس فاسانيس، وفاسيليس سيفيتانيديس.

### الرحيل
بدأت هجرة اليونانيين من مصر قبل ثورة 1952 . مع إنشاء نظام جديد لسيادة جمال عبد الناصر وصعود القومية العربية وما تلاها من تأميم العديد من الصناعات في عامي 1961 و 1963، قرر الآلاف من الموظفين اليونانيين التخلي عن البلاد. هاجر العديد منهم إلى أستراليا والولايات المتحدة وكندا وجنوب إفريقيا وأوروبا الغربية واليونان. أغلقت العديد من المدارس والكنائس والمجتمعات والمؤسسات اليونانية في وقت لاحق، لكن الكثير منها ما زال يعمل حتى يومنا هذا. شهد عهد عبد الناصر هجرة كبيرة لليونانيين من مصر، لكن معظم الأقلية غادرت البلاد إما قبل أو بعد الفترة 1952-1970. ساهمت الحروب العربية الإسرائيلية في عامي 1956 و1967 في اقتلاع الجالية اليونانية الكبيرة في مدن قناة السويس وخاصة بورسعيد.

### اليوم
يبلغ عدد الجالية اليونانية اليوم رسميًا حوالي 5000 شخص  على الرغم من أن الكثير من أصل يوناني أصبحوا الآن مصريين بعد أن غيروا جنسيتهم. في الإسكندرية وبصرف النظر عن البطريركية توجد مدرسة لاهوت بطريركية افتتحت مؤخرًا بعد 480 عامًا من إغلاقها. تم تجديد كنيسة القديس نيكولاس في القاهرة والعديد من المباني الأخرى في الإسكندرية من قبل الحكومة اليونانية ومؤسسة ألكسندر إس أوناسيس. تشهد كنيسة القديس جورج في القاهرة القديمة ترميمًا حتى النهاية في عام 2014. خلال العقد الماضي كان هناك اهتمام جديد من الحكومة المصرية بتقارب دبلوماسي مع اليونان وقد أثر هذا بشكل إيجابي على الشتات اليوناني. تلقى الشتات زيارات رسمية للعديد من السياسيين اليونانيين. توسعت العلاقات الاقتصادية بين اليونان ومصر. اعتبارًا من عام 2010، حصلت مصر على استثمارات يونانية كبرى في مجالات البنوك والسياحة والورق وصناعة النفط وغيرها الكثير.

## وصلات خارجية
- http://archive.aawsat.com/details.asp?section=54&article=596355&issueno=11683#.VRHgOPyUcmM
- http://www.elia.org.gr/pages.fds?pagecode=02.02&langid=2
- http://www.marefa.org/index.php/اليونانيون_في_مصر
- http://www.coptichistory.org/new_page_4301.htm